# شرا دانیزی
شرا دانیزی (انگلیسی: Shera Danese؛ زادهٔ ۹ اکتبر ۱۹۴۹) یک هنرپیشه اهل ایالات متحده آمریکا است.

## بخشی از فیلمشناسی
از فیلم‌ها یا برنامه‌های تلویزیونی که وی در آن نقش داشته‌است می‌توان به آثار زیر اشاره کرد.
- تجارت پرمخاطره (۱۹۸۳)
- سرپیکو
- باره‌تا
- کوجک (مجموعه تلویزیونی)
- فرشتگان چارلی (مجموعه تلویزیونی)
- ستوان کلمبو